# Endart Düren
Die Endart Düren ist eine kulturelle Einrichtung in Düren, Nordrhein-Westfalen.

## Allgemeines
In der ehemaligen Fabrik der Dürener Metallwerke, die seit 2005 unter Denkmalschutz steht, ist seit fast 40 Jahren die EndArt-Kulturfabrik beheimatet. Hier finden jeden Freitag und Samstag verschiedene Veranstaltungsformate statt. Dazu gehören in regelmäßigen Abständen Konzerte, Abipartys, Firmen- und Betriebsfeste. Darüber hinaus gehört die jeweils am 1. Samstag des Monats veranstaltete 70s80s90s-Party (Altersstruktur 20-50) zum Publikumsmagneten des Kreises Düren. Im regelmäßigen Turnus veranstaltet die Kulturfabrik ebenfalls Poetry-Slams mit namhaften Poeten und lokalen Teilnehmern.
Die Kulturfabrik ist in den vergangenen Jahren stetig modernisiert worden ohne den Charme des alten Gemäuers zu verlieren.  Die Fabrik besteht mittlerweile aus vier gut ausgestatteten Ebenen (Anbau/Café/Hauptsaal/Biergarten). Der Verein subventioniert im Rahmen der Veranstaltungen, alkoholfrei Getränke. So kosten z. B. Wasser und Säfte nur 50 Cent.
Die Endart gehört im Kreisgebiet zur etabliertesten Konzertlocation für regionale und überregionale Bands. So zählten in den vergangenen Jahren auch die Fantastischen Vier zu den wohl bekanntesten musikalischen Gästen der Fabrik. In Abständen von vier Jahren veranstaltet der gemeinnützige Verein einen vielbeachteten Musikpreis für lokale Bands.
Träger der Endart-Kulturfabrik ist der Verein Endart e.V./ Dürener Verein zur Förderung der Drogen- und Jugendarbeit. Dieser unterhält im Stadtgebiet Einrichtungen für das Betreute Wohnen.

## Geschichte
Der Endart e.V. wurde auf Initiative der Mitarbeiter der Dürener Drogenberatung in 1983 gegründet. Es wurde das ehemalige Fabrikgebäude in Düren, Veldener Str. 59, angemietet. 1992 wurde das Gebäude mit Unterstützung von Aktion Sorgenkind gekauft. Zur Fabrik gehören außerdem ein Wohnhaus sowie ein Ladenlokal.
Der Kulturverein arbeitet in einem Verbundsystem eng mit dem Sozialpädagogischen Zentrum (Drobs) zusammen. Der Endart e.V. unterhält verschiedene Wohnprojekte, in denen junge Menschen mit Suchthintergrund durch vom Verein angestellte Sozialpädagogen betreut werden. Darüber hinaus bietet Endart breitgefächerte Freizeitprojekte an. Hierzu gehören Fußball- und Badmintongruppen, regelmäßige Fitnesskurse, Kanu-, SUP- und Surffreizeiten.